# Litwa na Letnich Igrzyskach Paraolimpijskich 2000
Litwa na Letnich Igrzyskach Paraolimpijskich 2000 w Sydney - reprezentacja zdobyła trzy medale, 2 srebrne i 1 brązowy. Zajęli 56 miejsce w klasyfikacji medalowej.

## Medale

### Srebro
- Rolandas Urbonas - lekkoatletyka, rzut dyskiem - F12
- Litwa - goalball, drużyna mężczyzn

### Brąz
- Kęstutis Bartkėnas - lekkoatletyka, 5000 m - T13